# The First Four Years
The First Four Years — сборник ранних записей хардкор-панк-группы Black Flag, записанных до прихода в группу Генри Роллинза в 1981 году, в качестве вокалиста, диск вышел в 1983 году на лейбле SST Records.

## Об альбоме
Диск состоит из мини-альбомов: Nervous Breakdown, Jealous Again, Six Pack, сингла «Louie Louie», а также нескольких бонус-треков. Треки 1−4 взяты из EP Nervous Breakdown, треки 5−9 взяты из EP Jealous Again, треки 11-13 взяты из EP Six Pack, треки 15−16 взяты из сингла «Louie Louie». Треки 10 и 14 студийные записи, выпущенные исключительно на этом альбоме.

## Список композиций
1. «Nervous Breakdown» (Ginn) — 2:09
2. «Fix Me» (Ginn) — 0:58
3. «I’ve Had It» (Ginn) — 1:25
4. «Wasted» (Ginn/Morris) — 0:51
5. «Jealous Again» (Ginn) — 1:52
6. «Revenge» (Ginn) — 0:59
7. «White Minority» (Ginn) — 1:02
8. «No Values» (Ginn) — 1:45
9. «You Bet We’ve Got Something Personal Against You!» (Dukowski/Ginn/Pederast/ROBO) — 0:52
10. «Clocked In» (Ginn) — 1:33
11. «Six Pack» (Ginn) — 2:19
12. «I’ve Heard It Before» (Dukowski/Ginn) — 1:39
13. «American Waste» (Dukowski) — 1:33
14. «Machine» (Cadena/Dukowski) — 1:28
15. «Louie, Louie» (Berry) — 1:18
16. «Damaged I» (Cadena/Ginn) — 4:07

## В записи участвовали
- Кит Моррис — вокал на треках 1—4
- Chavo Pederast — вокал на треках 5—8
- Дез Кадена — вокал на треках 10—16; гитара на треках 11—14
- Greg Ginn — гитара
- Chuck Dukowski — бас-гитара; вокал на треке 9
- Brian Migdol — ударные на треках 1—4
- ROBO — ударные на всех остальных треках